# DAF TurboTwin
Der DAF TurboTwin war ein niederländischer Renntruck, der in den 1980er Jahren von Jan de Rooy für die Rallye Dakar entwickelt wurde.

## Geschichte und Entwicklung
Jan de Rooy, ein niederländischer Unternehmer und Rallyefahrer, begann 1982 mit dem Einsatz von DAF-Fahrzeugen bei der Paris-Dakar-Rallye. Nach mehreren erfolglosen Versuchen entwickelte er 1984 den „Tweekoppige Monster“, einen DAF F3300 mit zwei Motoren, der jedoch infolge technischer Probleme vorzeitig ausschied. 1985 folgte der „The Bull“, ein weiterentwickelter Truck mit 870 PS, der die zweite Position in seiner Kategorie erreichte, jedoch aufgrund einer Zeitstrafe nicht gewann. 1986 präsentierte de Rooy den ersten echten TurboTwin, der mit zwei 6-Zylinder-Dieselmotoren ausgestattet war und eine Leistung von 1000 PS erreichte. Diese Entwicklung führte 1987 zum DAF TurboTwin II, einer Konstruktion mit Aluminiumrahmen und zwei Motoren, die de Rooy zum Sieg in der Truck-Kategorie der Rallye verhalf.

## Technik und Innovation

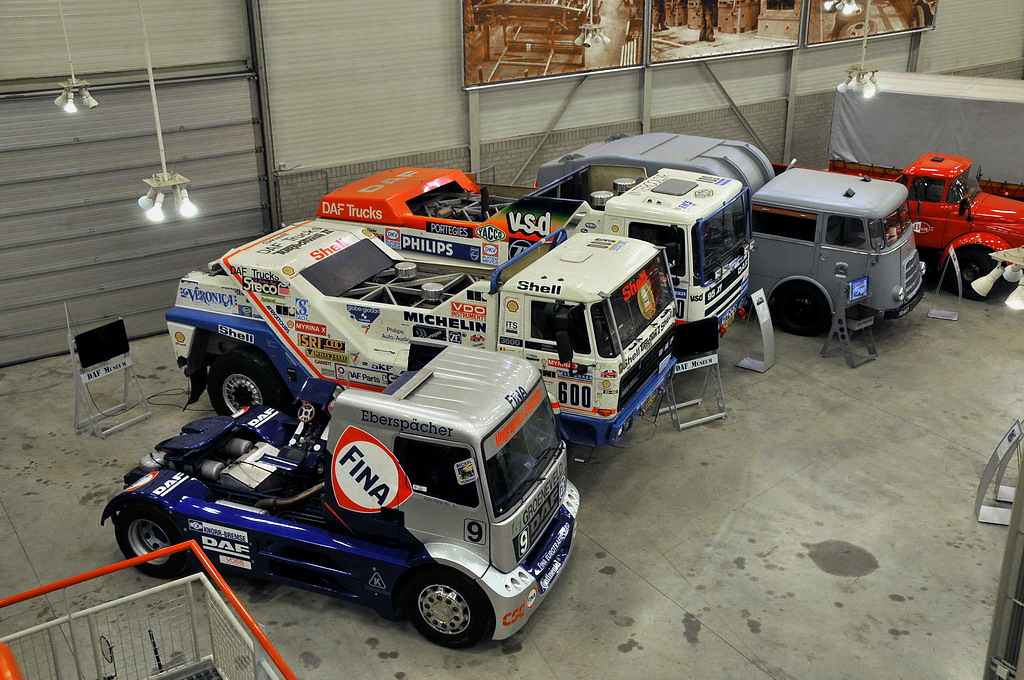
Turbo Twin II (zweiter von vorne) und Turbo Twin X1 (dritter und vorne) im DAF Museum in den Niederlanden.

Der DAF TurboTwin II hatte zwei 11,6-Liter-Dieselmotoren mit jeweils drei Turboladern, die eine kombinierte Leistung von 1200 PS und ein Drehmoment von 4700 Nm ermöglichten. Die Beschleunigung von 0 auf 100 km/h erfolgte in etwa 8 Sekunden, die Höchstgeschwindigkeit lag bei über 240 km/h. Das Fahrgestell des Trucks war aus Aluminium und die Karosserie war ebenfalls leicht; das Gesamtgewicht betrug etwa 11.050 kg. Diese Kombination aus Leistung und geringem Gewicht machte den TurboTwin zu einem der schnellsten Fahrzeuge der Rallye.
| Bauzeitraum           | 1987–1988                                                                                        |
| Fahrzeugtyp           | Rallye-Raid-Truck                                                                                |
| Motor                 | 2 × 11,6-Liter-Reihensechszylinder-Dieselmotor (Typ: DAF 1160) mit jeweils 3 Turboladern         |
| Leistung              | ca. 1200 PS (gesamt)                                                                             |
| Maximales Drehmoment  | ca. 4700 Nm (gesamt)                                                                             |
| Motorkonfiguration    | Parallel geschaltete Motoren (Twin-Motor-Konzept)                                                |
| Getriebe              | Manuelles Schaltgetriebe                                                                         |
| Antrieb               | Permanenter Allradantrieb (4×4)                                                                  |
| Chassis               | Spezialrahmen, verstärkt für Rallyeeinsätze                                                      |
| Radstand              | ca. 4,2 m                                                                                        |
| Fahrzeuglänge         | ca. 7,1 m                                                                                        |
| Fahrzeugbreite        | ca. 2,5 m                                                                                        |
| Fahrzeughöhe          | ca. 3,5 m                                                                                        |
| Leergewicht           | ca. 11.050 kg                                                                                    |
| Bereifung             | Offroad-Rallyereifen (Marke und Modell variieren)                                                |
| Höchstgeschwindigkeit | über 240 km/h (je nach Gelände)                                                                  |
| Kraftstoff            | Diesel                                                                                           |
| Tankvolumen           | ca. 600 Liter                                                                                    |
| Federung              | Schwerlast-Offroad-Federung mit verstellbaren Dämpfern                                           |
| Bremsen               | Hydraulische Scheibenbremsen                                                                     |
| Cockpit               | Rennsportinstrumentierung, Navigationssysteme für Rallye                                         |
| Besondere Merkmale    | Doppel-Motor-Konzept zur Leistungssteigerung; hohe Zuverlässigkeit in extremen Wüstenbedingungen |
| Hauptfahrer           | Jan de Rooy                                                                                      |
| Navigatoren           | u. a. Rob van der Rijdt (1987), Kees van Loevezijn (1988)                                        |

## Renneinsätze und Erfolge
1987 trat der DAF TurboTwin II erstmals bei der Paris-Dakar-Rallye an. Jan de Rooy gewann die Truck-Kategorie mit einem Vorsprung von über 14 Stunden auf den Zweitplatzierten Karel Loprais im Tatra und belegte den 11. Gesamtrang, wobei er einige Autos hinter sich ließ. 1988 wurde der TurboTwin weiterentwickelt und als DAF 95 TurboTwin X1 bezeichnet. In einem legendären Moment überholte de Rooy den Peugeot 405 T16 von Ari Vatanen bei über 200 km/h in der Wüste, was zu den ikonischsten Szenen der Rallye-Geschichte zählt.
| Jahr | Rennen       | Fahrer            | Ergebnis                               | Bemerkungen                                             |
| ---- | ------------ | ----------------- | -------------------------------------- | ------------------------------------------------------- |
| 1987 | Rallye Dakar | Jan de Rooy       | 1. Platz (Truck-Kategorie), 11. Gesamt | Sieg in der Truck-Kategorie, beachtlicher Gesamtrang    |
| 1988 | Rallye Dakar | Jan de Rooy       | Ausfall                                | Unfall mit Todesfolge des Navigators Kees van Loevezijn |
| 1988 | Rallye Dakar | Rob van der Rijdt | DNF (Ausfall)                          | Beteiligung am Unfall beim Massenstart                  |

## Tragisches Ende und Rückzug

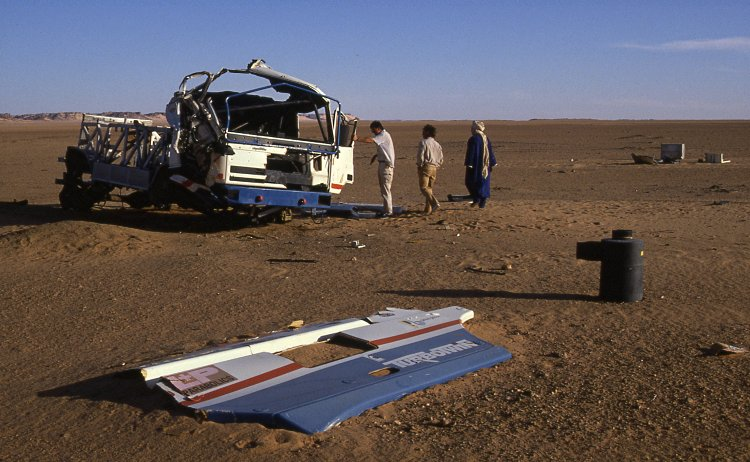
Die Überreste des Turbo-Twin-X2, der nach van Loevezijns tödlichem Unfall im Norden der Ténéré zurückblieb.

Während der Rallye Dakar 1988 kam es zu einem schweren Unfall: Der zweite TurboTwin X2, pilotiert von Theo van de Rijt, verunglückte nach einer Massenstart-Kollision in der afrikanischen Wüste. Navigator Kees van Loevezijn kam dabei ums Leben. Infolge dieses Unfalls zog sich DAF aus dem Wettbewerb zurück und beendete sein Engagement im Rallye-Raid-Sport. Jan de Rooy beendete daraufhin seine Karriere als Rallyefahrer.

## Vermächtnis und Erbe
Der DAF TurboTwin bleibt ein Symbol für technologische Innovation und Mut im Motorsport. Seine einzigartigen Merkmale und beeindruckenden Leistungen haben ihn zu einer Legende der Rallye Dakar gemacht. Einiges Material des TurboTwin ist heute im DAF-Museum in den Niederlanden ausgestellt.